# Wojciech Góźdź
Wojciech Tomasz Góźdź – polski chemik, dr hab. nauk chemicznych, profesor Instytutu Chemii Fizycznej Polskiej Akademii Nauk.

## Życiorys
16 kwietnia 1996 obronił pracę doktorską Statistical theory of mixtures with surfactants. (Statystyczna teoria mieszanin zawierających surfaktant), 28 maja 2007 habilitował się na podstawie rozprawy zatytułowanej Wpływ spontanicznej krzywizny na kształt membran zbudowanych z cząsteczek amfifilowych. 28 września 2020 nadano mu tytuł profesora w zakresie nauk ścisłych i przyrodniczych. Jest zatrudniony na stanowisku profesora w Instytucie Chemii Fizycznej Polskiej Akademii Nauk.